# Айртон Пресіадо
Айртон Пресіадо (ісп. Ayrton Preciado, нар. 17 липня 1994, Есмеральдас) — еквадорський футболіст, півзахисник мексиканського клубу «Сантос Лагуна» та національної збірної Еквадору.

## Клубна кар'єра
Народився 17 липня 1994 року в місті Есмеральдас. Займався футболом у місцевій команді «Ювентус», а 2010 року перейшов до структури столичного «ЛДУ Кіто».
У дорослому футболі дебютував 2011 року виступами за головну команду «ЛДУ Кіто». 
Згодом у 2013–2015 роках грав у Португалії за «Трофенсі» та «Лейшойнш», після чого, повернувшись на батьківщину, захищав кольори клубу «Аукас».
Протягом 2017–2018 років грав за «Емелек», де був основним гравцем команди і одним із її головних бомбардирів, маючи середню результативність на рівні 0,41 гола за гру першості.
До складу мексиканського «Сантос Лагуна» приєднався 2018 року.

## Виступи за збірну
2017 року дебютував в офіційних матчах у складі національної збірної Еквадору.
У складі збірної був учасником розіграшів Кубка Америки 2019 року і Кубка Америки 2021 року в Бразилії. 2022 року був включений до її заявки на тогорічний чемпіонат світу в Катарі.